# 荒川流
荒川 流（あらかわ りゅう、1987年9月20日 - ）は、日本の俳優。エビス大黒舎所属。千葉県出身。旧芸名、荒川 ユリエル。身長171cm、体重54kg。

## 来歴
拘束ピエロ主宰。拘束ピエロの全作品に出演。田中克典名義にて、舞台監督・脚本・演出も担当する。
荒川チョモランマ、サイバー∴サイコロジック、＋1、激情コミュニティ、劇団銀石、ブラックエレベータ等の舞台作品に客演。
近年は映像作品を中心に活動。
2010年度シアターグリーン学生芸術祭にて優秀俳優賞を受賞。

## 出演

### 映画
- The Mild Bunch（2011年、釘宮直也監督） - 主演・白石敬 役[3][4]
- 3.11 A Sense of Home Films（2012年1月14日、西中拓史監督） - 公衆電話を待つ男 役
- 先生、おなか痛いです（2012年3月24日、深井朝子監督） - 蹴られる男子生徒 役
- 電話の向こう側（2012年、増田俊樹監督） - 不良 役
- ゼウスの法廷（2014年3月18日、高橋玄監督） - 野球をする検事 役
- 深入（2015年3月28日、釘宮直也監督）
- 侵・触（2015年、釘宮直也監督）

### テレビ
- ビギナーズ!　第4・5話（2012年8月9日・16日、TBS） - 男子生徒 役
- 49　第2話（2013年10月12日、日本テレビ） - 生徒 役
- 踊る大空港、或いは私は如何にして踊るのを止めてゲームのルールを変えるに至ったか。（2017年2月4日、BS-TBS） - コーパイ 役

### CM
- 1stホールディングス
- 楽婚
- 花王　「サクセス」
- 大鵬薬品　「ソルマック」

### 舞台
- 君が壊す戦争（2009年3月12日 - 15日、+1公演）[5][6]
- 通信ボちょーだい女（2009年5月9日 - 12日、バナナ学園純情乙女組）[7]
- 子供らは皆気が狂う（2009年7月16日 - 18日、sons wo:公演）[8]
- リチャード・イーター（2009年8月12日 - 16日、劇団銀石公演）[9]
- マシーン日記（2009年10月2日 - 4日、Not in service公演）[10]
- 時間泥棒（2009年11月19日 - 22日、+1公演）[11][12]
- FOOLs'マンション935（2010年3月19日 - 3月22日、拘束ピエロ公演） - タケシ 役[13]
- 歴女探偵〜龍馬が消された真相を追え!（2010年6月9日 - 13日、劇団空公演） - ヒロシ 役[14][15]
- あなたのひとみにうつらない（2010年7月1日 - 4日、+1公演） - 主演・北月周 役[16][17]
- -gene(s)-（2010年9月29 - 10月3日、劇団銀石公演） - ハクスリー教授 役[18]
- R学級の中心（2010年8月20日 - 22日、荒川チョモランマ公演） - 松川 役[19][20]
- 転転転校生（2010年10月26日 - 31日、水素74%公演） - 主演・転校生 役[21][22]
- GADGET collection vol.2（2010年12月19日 - 12月23日、拘束ピエロ公演） - 赤石 役[23]
- THE WALL（2011年6月30日 - 7月3日、激情コミュニティ公演） - イシオハルオ 役[24]
- ◎の魔法（2011年9月23日 - 25日、荒川チョモランマ公演） - 及川 役[25][26]
- ビルと廃材（2011年11月8日 - 13日、拘束ピエロ公演） - ペラ 役[27]
- 掏摸―スリ-（2012年3月14日 - 18日、サイバー∴サイコロジック公演） - 主演・文宏 役[28][29]
- スネークライクデートコース（2011年12月13日 - 18日、ブラックエレベータ公演）　- 霧崎旬 役[30]
- so complex semi-normal（2012年6月16日 - 6月17日、拘束ピエロ公演）[31]
- suicide paradox（2013年4月27日 - 29日、拘束ピエロ公演）[32]
- 素顔同盟（2013年11月6日 - 10日、劇団東京ペンギン公演）[33]
- GADGET collection vol.3（2014年9月16日 - 21日、拘束ピエロ公演）[34]
- Lucifer（2014年10月31日 - 11月3日、Ammo公演）[35][36]
- きみがみむねに（2015年8月13日 - 18日、芝居屋風雷紡公演）[37][38]
- クローズド アーキテクト/人情劇（2016年11月12日 - 13日、読みドッグ公演）[39]
- 緑色のストッキング（2025年1月24日 - 26日、Not in service公演）[40]

### その他
- WEB　gloops「ONETEAM　ゆずれないものたち」 - ゲームプランナー・ワタル役[41]
- WEB　ドラマ『踊る大空港、或いは私は如何にして踊るのを止めてゲームのルールを変えるに至ったか。』
- DVD　ハーフゾンビ DEAD or ALIVE - マサト役[42]
- PV　everset「Reboot」
- PV　渡り廊下走り隊7「希望山脈」
- 雑誌　まっぷる東京「スカイツリー&浅草へでかけよう!」
- 雑誌　デアゴスティーニ「もっとデジイチ　57.59号」
- VP　バリオセキュア　バリオのVCR
- VP　JINS　「JINS JAPAN TOUR2012」